# Aragoa tamana
Aragoa tamana là một loài thực vật có hoa trong họ Mã đề. Loài này được Fern.Alonso mô tả khoa học đầu tiên năm 1993.